# Helmut Zilk

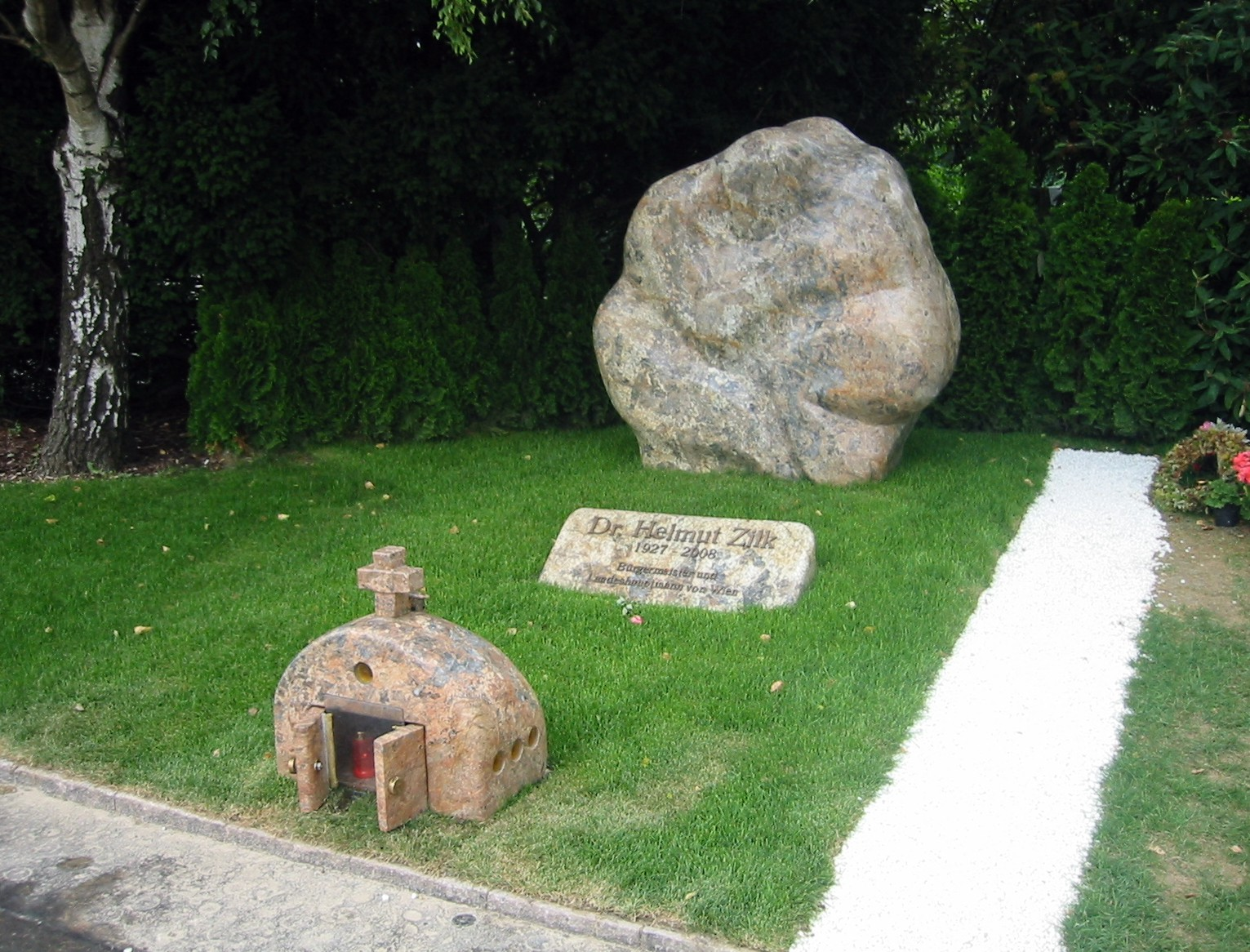
hrob Helmuta Zilka.

Helmut Zilk (9. června 1927 Vídeň – 24. října 2008 Vídeň) byl rakouský novinář a politik, známý zejména jako starosta Vídně.

## Kariéra
Měl pedagogické vzdělání a dlouhou dobu pracoval jako novinář, zejména pro rakouský veřejnoprávní rozhlas a televizi. V letech 1984 až 1994 byl za Sociálně demokratickou stranu Rakouska starostou Vídně. V prosinci 1993 byl vážně zraněn, když mu v rukou vybuchla dopisová bomba, kterou mu odeslal atentátník Franz Fuchs. V důsledku atentátu ztratil několik prstů na levé ruce. Krátce byl i spolkovým ministrem školství.

## Česko-rakouské vztahy
Zilk se dlouhodobě angažoval ve zlepšování česko-rakouských vztahů a řadu let byl vůdčí osobností Rakousko-české společnosti. Za to mu chtěl český prezident Václav Havel koncem 90. let udělit vysoké státní vyznamenání Řád Bílého lva. V roce 1998 však německý deník Süddeutsche Zeitung zveřejnil informaci, že Zilk spolupracoval s komunistickou tajnou policií StB. Plánované vyznamenání bylo zrušeno, přestože Zilk zprávu deníku popřel. Podle rakouského novináře Geralda Schuberta přišel Zilk do kontaktu s StB patrně v 60. letech, když připravoval společné vysílání Československé televize a ORF a jednal o možnosti společného pořadu, kde by živě vystupovali čeští i němečtí politici. Musel tedy jednat s mnoha českými představiteli, o nichž věděl, že mnozí z nich s StB spolupracovali. Zilkovu aféru podrobně popsal Přemysl Janýr.
Byl ženatý s rakouskou hudební hvězdou Dagmar Kollerovou.

## Vyznamenání
- velká čestná dekorace ve zlatě na stuze Čestného odznaku Za zásluhy o Rakouskou republiku – Rakousko, 1991[5]
- velkokříž Řádu zásluh o Italskou republiku – Itálie, 27. ledna 1993[6]
- rytíř velkokříže Řádu svatého Řehoře Velikého – Vatikán, 21. června 2001[7]
- Řád Bílého lva I. třídy in memoriam – Česko, 28. října 2019 – udělil prezident Miloš Zeman za zvláště vynikající zásluhy ve prospěch České republiky[8][9]
- velký záslužný kříž s hvězdou Záslužného řádu Spolkové republiky Německo – Německo